# Oltokjaure
Oltokjaure är en sjö i Storumans kommun i Lappland och ingår i Umeälvens huvudavrinningsområde. Sjön har en area på 4,11 kvadratkilometer och ligger 479,8 meter över havet. Sjön avvattnas av vattendraget Biellojukke (Ånkajukke).

## Delavrinningsområde
Oltokjaure ingår i det delavrinningsområde (729315-148616) som SMHI kallar för Utloppet av Oltokjaure. Medelhöjden är 591 meter över havet och ytan är 36,16 kvadratkilometer. Räknas de 13 avrinningsområdena uppströms in blir den ackumulerade arean 261,5 kvadratkilometer. Biellojukke (Ånkajukke) som avvattnar avrinningsområdet har biflödesordning 3, vilket innebär att vattnet flödar genom totalt 3 vattendrag innan det når havet efter 382 kilometer. Avrinningsområdet består mestadels av skog (54 procent), sankmarker (11 procent) och kalfjäll (19 procent). Avrinningsområdet har 4,2 kvadratkilometer vattenytor vilket ger det en sjöprocent på 11,6 procent.